# Reith bei Seefeld
Reith bei Seefeld è un comune austriaco di 1 325 abitanti nel distretto di Innsbruck-Land, in Tirolo.

## Infrastrutture e trasporti
Reith bei Seefeld è servita da una stazione ferroviaria della ferrovia di Mittenwald, che collega Innsbruck a Garmisch-Partenkirchen, in Germania. Il traffico passaggieri è caratterizzato dalla linea S6 del servizio S-Bahn del Tirolo.
Alcune linee automobilistiche extraurbane collegano Reith bei Seefeld alle località limitrofe.